# Sure apotropaiche
Sure apotropaiche (in arabo السورﺗﺎﻥ المعوذﺗﺎﻥ‎?, al-sūratānī al-muʿawwadhitānī, "le due che preservano"), è il nome che si suole dare alle due ultime sure del Corano: la sura CXIII ("Sura dell'Alba", in arabo ﺳﻮﺭة ﺍﻟﻔﻟﻖ‎?, sūrat al-falaq) e la sura CXIV ("Sura degli Uomini", in arabo  ﺳﻮﺭة ﺍﻟﻨﺎﺱ‎?, sūrat al-nās). 

Il loro nome deriva dalla radice araba <ʿ-w-dh>, che significa "cercare la protezione di qualcuno, cercare rifugio".
Esse infatti si presentano come frasi di scongiuro suggerite da Dio agli uomini per esorcizzare malefici. Per questo, esse sono reputate capaci di costituire una valida difesa contro il malocchio e contro ogni genere di maleficio, per cui vengono spesso scritte o impiegate come amuleti, la prima contro i mali fisici, la seconda contro i mali spirituali.
La sura dell'Alba consta di 5 versetti, quella degli Uomini di 6, e la tradizione vuole che esse siano state dettate da Dio a Maometto in un momento in cui questi era sotto il malefico influsso di un sortilegio effettuato da Labid (un poeta, all'epoca ancora non convertito all'islam) mediante una corda in cui sarebbero stati fatti 11 nodi. Alla recitazione di ogni versetto si scioglieva uno dei nodi, e alla fine il Profeta si trovò completamente libero da ogni influsso negativo. La pratica di magia simpatica che attua un maleficio per mezzo di nodi viene esplicitamente evocata dal 4° versetto della sura dell'Alba, che parla di "quelle che soffiano sui nodi".
Secondo la tradizione, le due sure sarebbero entrambe meccane, e per la precisione la ventesima e la ventunesima nell'ordine della rivelazione; sono state relegate in fondo al Corano quando venne messo per iscritto, perché si seguì il principio di porre al principio le più lunghe e alla fine le più brevi (un ordine peraltro non del tutto rigido: infatti queste sure non sono le più brevi in assoluto: la 103, la 108 e la 110 sono di soli 3 versetti, mentre la 106 e la 110 sono di 4).

## Testo
Il testo delle due sure nella versione di Alessandro Bausani, è la seguente:

### La sura dell'Alba
Nel nome di Dio, clemente misericordioso!
1. Di': "Io mi rifugio presso il Signore dell'Alba
2. dai mali del creato,
3. e dal male di una notte buia quando s'addensa,
4. e dal male delle soffianti sui nodi,
5. e dal male dell'invidioso che invidia".

### La sura degli Uomini
Nel nome di Dio, clemente misericordioso!
1. Di': "Io mi rifugio nel Signore degli uomini,

1. Re degli uomini,
2. Dio degli uomini,
3. contro il male del sussurratore furtivo,
4. che soffia il male nei cuori degli uomini,
5. che [venga] dai dèmoni o dagli uomini".